# Pauly Shore
Paul Montgomery Shore (Los Angeles, Kalifornia, 1968. február 1. –) amerikai színész, humorista, filmrendező, filmproducer és forgatókönyvíró.
Legismertebb filmes alakításait olyan 1990-es évekbeli vígjátékokban nyújtotta, mint a Kőbunkó (1992), a Kaszakő (1993) vagy a Kő kövön (1996). A filmezést megelőzően egy videoműsort is vezetett az MTV-n az 1980-as évek végén és az 1990-es évek elején. 
Az 1990-es évek végétől filmes pályája hanyatlásnak indult, bár 2003-ban Pauly Shore halott című, önéletrajzi ihletésű filmjével mérsékelt sikert aratott. Shore azóta csupán alkalmanként vállal filmszerepeket és főként stand-up komikusként tevékenykedik.

## Fiatalkora és családja
Paul Montgomery Shore néven született Mitzi Shore (leánykori nevén Saidel), a The Comedy Store nevű humorista klub megalapítója és Sammy Shore humorista negyedik, legfiatalabb gyermekeként. Zsidó családban nevelkedett; kisgyermek volt, amikor szülei elváltak, apjával ezután csak ritkán találkozott, elfoglalt édesanyjától pedig kevés figyelmet kapott. Shore Beverly Hillsben nőtt fel és a Beverly Hills High School tanintézményben érettségizett.

## Pályafutása

### Filmes karrierje
1992-ben szerepelt a Kőbunkó című filmben, amely a legsikeresebb filmjének számít az évtizedben. Ezt követő filmjeit azonban (melyek magyar címében valamilyen formában szintén szerepel a „kő” szó) egyre kevésbé fogadta jól a közönség: Kaszakő (1993), Kő egy csapat (1994), Kőkemény igazság (1995) és Kő kövön (1996). Mind az öt film negatív kritikákat kapott és alacsony értékeléseket szerzett a Rotten Tomatoes weboldalon. 1997-ben a róla elnevezett Pauly című televíziós sorozatban vállalt szerepet, de pár epizód után törölték a műsorról. Filmjeinek bukását követően főként szinkronszerepekben és független filmekben tűnt fel.
2003-ban íróként, producerként, rendezőként és főszereplőként készítette el a Pauly Shore halott című, részben önéletrajzi ihletésű áldokumentumfilmet. Bár a jegyeladások terén a film megbukott, mégis Shore kritikailag legsikeresebb művének mondható. 2010-ben jelent meg Adopted című, szintén áldokumentumfilmje – ebben Madonna és Angelina Jolie nyomdokaiba lépve Afrikába utazik, hogy örökbe fogadjon egy helyi gyermeket.

## Válogatott filmográfia

### Film
| Év   | Magyar cím                              | Eredeti cím                         | Szerep                             | Magyar hang     |
| ---- | --------------------------------------- | ----------------------------------- | ---------------------------------- | --------------- |
| 1988 | Gyermekáldás?                           | For Keeps                           | Retro                              |                 |
| 1988 | Agglegényke                             | 18 Again!                           | Barrett                            | Szokol Péter    |
| 1989 |                                         | Rock & Read (rövidfilm)             | házigazda                          |                 |
| 1989 | Bukott angyalok                         | Lost Angels                         | srác                               |                 |
| 1989 | Az utca fantomja                        | Phantom of the Mall: Eric's Revenge | Buzz                               | Görög László    |
| 1990 |                                         | Wedding Band                        | Nicky                              |                 |
| 1992 | Kőbunkó                                 | Encino Man                          | Stanley "Stoney" Brown             | Stohl András    |
| 1992 | Bukta van                               | Class Act                           | Julian Thomas                      | Breyer Zoltán   |
| 1993 | Kaszakő                                 | Son in Law                          | Crawl                              | Galambos Péter  |
| 1994 | Kő egy csapat                           | In the Army Now                     | Bones Conway                       | Józsa Imre      |
| 1995 | Goofy                                   | A Goofy Movie                       | Robert "Bobby" Zimmeruski (hangja) |                 |
| 1995 | Kőkemény igazság                        | Jury Duty                           | Thomas B. "Tommy" Collins          | Fekete Zoltán   |
| 1995 | Kőkemény igazság                        | Jury Duty                           | Thomas B. "Tommy" Collins          | Csőre Gábor     |
| 1996 | Kő kövön                                | Bio-Dome                            | Bud Macintosh                      | Stohl András    |
| 1997 | Pancserek a pácban                      | The Curse of Inferno                | Chuck Betts                        |                 |
| 1997 | Casper 2. – Szellemes kezdetek          | Casper: A Spirited Beginning        | Snivel (hangja)                    |                 |
| 1998 |                                         | Junket Whore (dokumentumfilm)       | önmaga                             |                 |
| 1998 | Casper és Wendy                         | Casper Meets Wendy                  | Orákulum (hangja)                  | Galambos Péter  |
| 1998 | Casper és Wendy                         | Casper Meets Wendy                  | Orákulum (hangja)                  | Markovics Tamás |
| 2000 |                                         | An Extremely Goofy Movie            | Robert "Bobby" Zimmeruski (hangja) |                 |
| 2000 | A skarlát betűs levelek                 | Red Letters                         | Anthony Griglio                    |                 |
| 2001 | Balhé a mosodában                       | The Wash                            | férfi a csomagtartóban             |                 |
| 2003 | Pauly Shore halott                      | Pauly Shore Is Dead                 | önmaga                             | Hevér Gábor     |
| 2003 | Pauly Shore halott                      | Pauly Shore Is Dead                 | Bucky unokatestvére                | Hevér Gábor     |
| 2005 |                                         | My Big Fat Independent Movie        | önmaga                             |                 |
| 2007 |                                         | Natural Born Komics                 | önmaga                             |                 |
| 2009 | Ha a gyerek az úr                       | Opposite Day                        | Robert Benson                      | Széles László   |
| 2009 | Dr. Dolittle: Millió dolláros szőrmókok | Dr. Dolittle: Million Dollar Mutts  | Macska (hangja)                    | Juhász Zoltán   |
| 2010 |                                         | Adopted                             | önmaga                             |                 |
| 2010 |                                         | Stonerville                         | Rod Hardbone                       |                 |
| 2011 | Bucky Larson: Született filmcsillag     | Bucky Larson: Born to Be a Star     | M.C                                |                 |
| 2017 |                                         | Sandy Wexler                        | Testimonial                        |                 |
| 2020 |                                         | Guest House                         | Randy Cockfield                    |                 |
| 2021 | Mielőtt mindennek vége                  | How It Ends                         | önmaga                             | Stohl András    |

### Televízió
| Év        | Magyar cím                       | Eredeti cím                                  | Szerep                   | Megjegyzések |
| --------- | -------------------------------- | -------------------------------------------- | ------------------------ | ------------ |
| 1987      |                                  | 21 Jump Street                               | Kenny Ryan               | 1 epizód     |
| 1988      | Egy kórház magánélete            | St. Elsewhere                                | Frankie                  | 1 epizód     |
| 1989      | Egy rém rendes család            | Married With Children                        | százados                 | 1 epizód     |
| 1990–1993 | Bobby világa                     | Bobby's World                                | George (hangja)          | 3 epizód     |
| 1992      |                                  | Time Out: The Truth About HIV, AIDS, and You | önmaga                   | oktatóvideó  |
| 1993      |                                  | The Larry Sanders Show                       | önmaga                   | 1 epizód     |
| 1996      | Beverly Hills 90210              | Beverly Hills 90210                          | balhés vendég a bárban   | 1 epizód     |
| 1997      |                                  | Mr. Rhodes                                   | Max                      | 1 epizód     |
| 1997      |                                  | Pauly                                        | Pauly Sherman            | 7 epizód     |
| 1998      | V.I.P. – Több, mint testőr       | V.I.P.                                       | önmaga                   | 1 epizód     |
| 1999      |                                  | Fantasy Island                               | N/A                      | 1 epizód     |
| 1999      | Texas királyai                   | King of the Hill                             | MTV DJ                   | 1 epizód     |
| 1999      | A Playboy-sztori                 | Hefner: Unauthorized                         | Lenny Bruce              | tévéfilm     |
| 1999      | Nash Bridges – Trükkös hekus     | Nash Bridges                                 | Mickey Gamble            | 1 epizód     |
| 2000      |                                  | The Princess and the Barrio Boy              | Wesley                   | tévéfilm     |
| 2000      | Futurama                         | Futurama                                     | önmaga (hangja)          | 1 epizód     |
| 2000      | Hideglelősdi                     | The Bogus Witch Project                      | önmaga                   | tévéfilm     |
| 2004      |                                  | Father of the Pride                          | Justin (hangja)          | 1 epizód     |
| 2005–2007 | Törtetők                         | Entourage                                    | önmaga                   | három epizód |
| 2012      |                                  | Whiskey Business                             | Nicky Ferelli            | tévéfilm     |
| 2015      | Hawaii Five-0                    | Hawaii Five-0                                | Jake Lockhard            | 1 epizód     |
| 2016      | A munka hősei                    | Workaholics                                  | önmaga                   | 1 epizód     |
| 2016      | Gordon Ramsay – A pokol konyhája | Hell's Kitchen                               | önmaga                   | 1 epizód     |
| 2017      | Csillag kontra Gonosz Erők       | Star vs. the Forces of Evil                  | Johnny Blowhole (hangja) | 1 epizód     |
| 2017      | Állatok                          | Animals                                      | Pat                      | 1 epizód     |
| 2018      | Magányos páros                   | Alone Together                               | önmaga                   | 1 epizód     |

### Saját készítésű filmek, sorozatok
| Év   | Cím                                      | Feladatkör | Feladatkör | Feladatkör | Feladatkör | Megjegyzések                                                        |
| Év   | Cím                                      | Rendező    | Producer   | Író        | Színész    | Megjegyzések                                                        |
| ---- | ---------------------------------------- | ---------- | ---------- | ---------- | ---------- | ------------------------------------------------------------------- |
| 1997 | Pauly                                    | Nem        | Igen       | Nem        | Igen       | - vezető producer (hét epizód) - Pauly Sherman szerepében           |

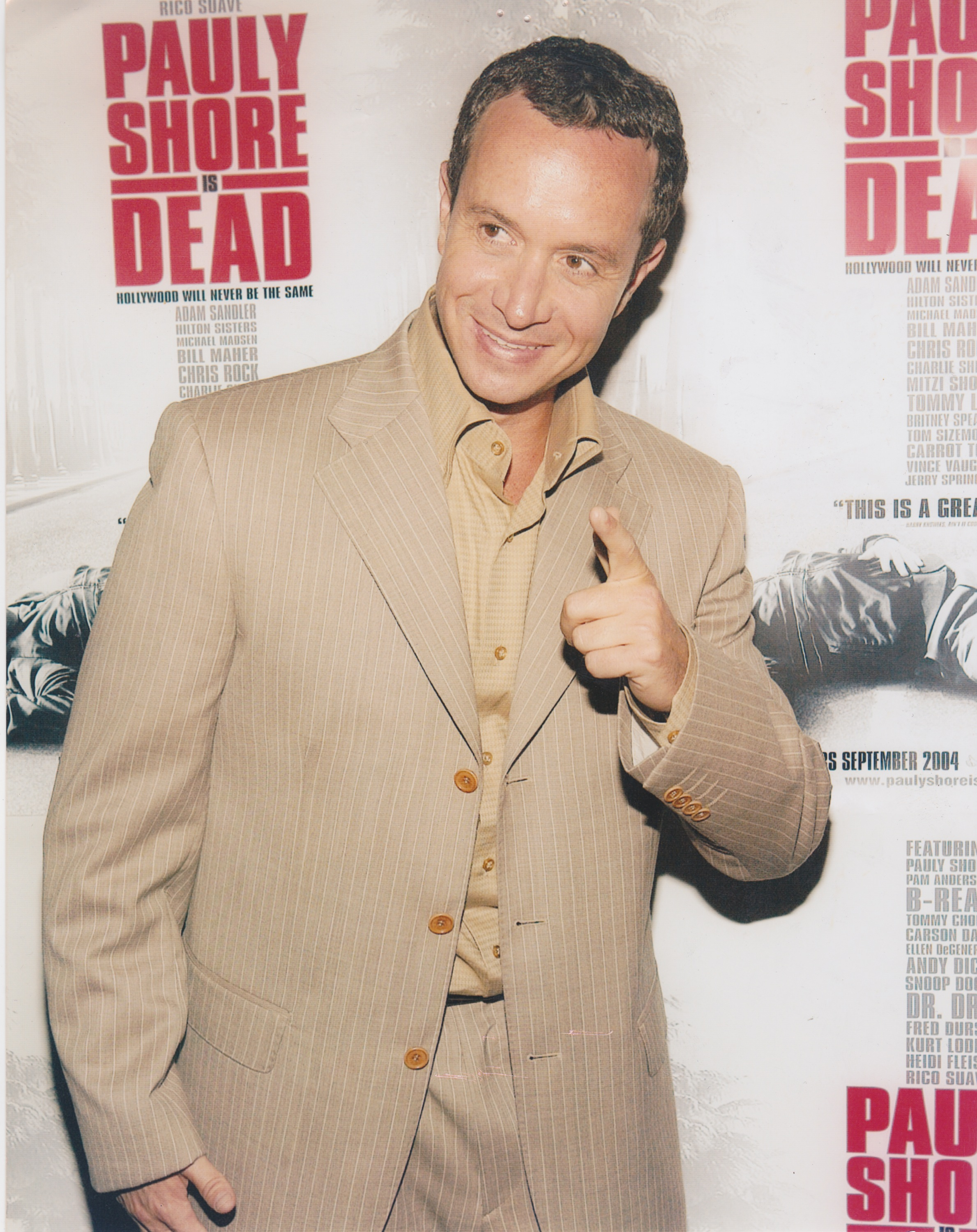
A Pauly Shore halott premierjén, 2003-ban

| 2003 | Pauly Shore halott (Pauly Shore is Dead) | Igen       | Igen       | Igen       | Igen       | - önmaga/Bucky unokatestvére szerepében - magyar hangja Hevér Gábor |
| 2007 | Natural Born Komics                      | Igen       | Igen       | Igen       | Igen       | önmagát alakítja                                                    |
| 2009 | Pauly Shore & Friends                    | Nem        | Nem        | Igen       | Igen       | - tévéfilm - önmagát alakítja                                       |
| 2009 | Adopted                                  | Igen       | Igen       | Igen       | Igen       | - áldokumentumfilm - önmagát alakítja                               |
| 2011 | Pauly Shore's Vegas Is My Oyster         | Igen       | Igen       | Igen       | Nem        | televíziós különkiadás                                              |
| 2012 | Pauly Shore's Pauly~tics                 | Igen       | Igen       | Igen       | Igen       | - televíziós különkiadás - önmagát alakítja                         |
| 2012 | Pauly Shore Stands Alone                 | Igen       | Igen       | Nem        | Igen       | - vezető producer; dokumentumfilm - önmagát alakítja                |

## Díjak és jelölések
| Év   | Díj                           | Kategória                                              | Jelölt mű                                | Eredmény |
| ---- | ----------------------------- | ------------------------------------------------------ | ---------------------------------------- | -------- |
| 1992 | Arany Málna díj               | Legrosszabb új sztár                                   | Kőbunkó                                  | Elnyerte |
| 1993 | MTV Movie Awards              | Legjobb komikus színész                                | Kaszakő                                  | Jelölve  |
| 1995 | Arany Málna díj               | Legrosszabb férfi főszereplő                           | Kőkemény igazság                         | Elnyerte |
| 1996 | The Stinkers Bad Movie Awards | Legrosszabb férfi főszereplő                           | Kő kövön                                 | Jelölve  |
| 1996 | Arany Málna díj               | Legrosszabb férfi főszereplő (Tom Arnolddal megosztva) | Kő kövön                                 | Elnyerte |
| 2000 | Arany Málna díj               | Az évszázad legrosszabb színésze                       | Kőbunkó, Kőkemény igazság, Kő kövön stb. | Jelölve  |
| 2000 | Arany Málna díj               | Az évtized legrosszabb új sztárja                      | Kőbunkó, Kőkemény igazság, Kő kövön stb. | Elnyerte |
| 2003 | Slamdunk Film Festival        | Audience Choice Award                                  | Pauly Shore halott                       | Elnyerte |

## Fordítás
- Ez a szócikk részben vagy egészben  a   Pauly Shore című angol Wikipédia-szócikk fordításán alapul.  Az eredeti cikk szerkesztőit annak laptörténete sorolja fel. Ez a jelzés csupán a megfogalmazás eredetét és a szerzői jogokat jelzi, nem szolgál a cikkben szereplő információk forrásmegjelöléseként.